# 青梅病
青梅病（おうめびょう）は、1960年代に東京都青梅市とその近在で頻発した脳脊髄炎・脊髄炎を主たる症状とする原因不明の病気の通称。1963年10月を起点として多数の患者が現れ、死亡例も確認されている。原因はわからず東京大学・国立予防衛生研究所（現国立感染症研究所）・青梅市立総合病院・地元医師会が原因究明に当たり、1967年には東京都衛生局（現東京都福祉保健局）も対処に乗り出した。採取された検体は東京都立衛生研究所（現東京都健康安全研究センター）に送付され、ウイルス部で検査・分析された。

## 概説
高熱を出して意識を失い、手足が痺れたり歩けなくなったりする原因不明の病気が1963年頃から三多摩地区（現在の東京区部を除く地域）で多数発見された。特徴的な症状を呈する原因不明の病気が発生していることに気づいたのは青梅市立総合病院の医師だったため、この病気は「青梅病」と呼ばれるようになった。最初の症例は1963年10月に青梅市立総合病院に入院した中年女性の患者であり、この患者は原因不明の高熱が出るとともに発作を起こし、それが治まった後は手足に痺れが残る後遺症が出た。その後、1965年12月までに同様の症状を訴える患者は青梅市立総合病院だけで31人を数え、1965年2月には36歳の商店主が青梅病で死亡し初の死亡例となった。これらを受け、東京都衛生局も本格的な調査に乗り出した。

## 症状
主たる症状は次の通り。ただし、必ずしも全ての症状が出るわけではない。
1. 原因不明の高熱が出る。
2. 頭痛、吐き気、胸がしめつけられる。
3. 意識の混濁が起きる。
4. 身体の全て、あるいは一部に痺れが起きる。
5. 熱が下がった後に歩行障害が出る。
6. 膀胱炎のような症状が出る。

## 原因
原因は判明していない。一時はウイルスが原因ではないかとも考えられたが、ウイルスは発見されなかった。副腎皮質ホルモンを投与すると症状が軽減される。また、後遺症が残っている場合でもその後遺症が治ったり軽減されたりすることがわかっている。